# John Goodricke
John Goodricke, född den 17 september 1764, död den 20 april 1786, var en engelsk astronom. Han var brorsons sonson till Henry Goodricke.
Goodricke studerade närmare (1782) de  regelbundna ljusväxlingarna hos den bekanta stjärnan Algol eller β i Perseus, den första kända av denna typ, som efter densamma kallas Algolstjärnor. Han upptäckte även (1784) föränderligheten hos stjärnorna β i Lyran och δ i Cepheus, tillhörande den inte mindre märkvärdiga β Lyræ-typen. Goodricke tilldelades 1783 Copleymedaljen tillsammans med Thomas Hutchins. Han blev Fellow of the Royal Society den 16 april 1786, fyra dagar före sin död i lunginflammation.

## Utmärkelser
Asteroiden 3116 Goodricke är uppkallad efter honom.